# Piazza Cordusio
La Piazza Cordusio es una de las plazas más importantes de la ciudad de Milán, Italia. Ha sido desde siempre el centro neurálgico de la ciudad, de gran relevancia histórica y artística. Contiene la sede central de UniCredit e importantes filiales de Intesa Sanpaolo y Barclays. Además, el Palazzo Broggi fue sede de la Bolsa de Milán entre 1901 y 1932, cuando se inauguró la nueva sede en el Palazzo Mezzanotte.

## Historia
Treinta años después de la destrucción de Milán por los ostrogodos dirigidos por Uraia, el rey de los lombardos, Alboino, llega a Italia en el 569. Desde entonces la zona se convirtió en Langobardia, y posteriormente Lombardía. Con la muerte de Alboino en el 572, la Provincia fue dividida entre los tres generales (que se convirtieron en duques). A Albino le tocó la "desolada Milán." Su palacio, que estaba situado en la plaza actual, se llamaba "De curte ducis" (o "Curia ducis", es decir, la corte de los duques lombardos), de aquí por corrupción "Cortedoxi", posteriormente "Corduce" y finalmente "Corduso" o "Cordusio".

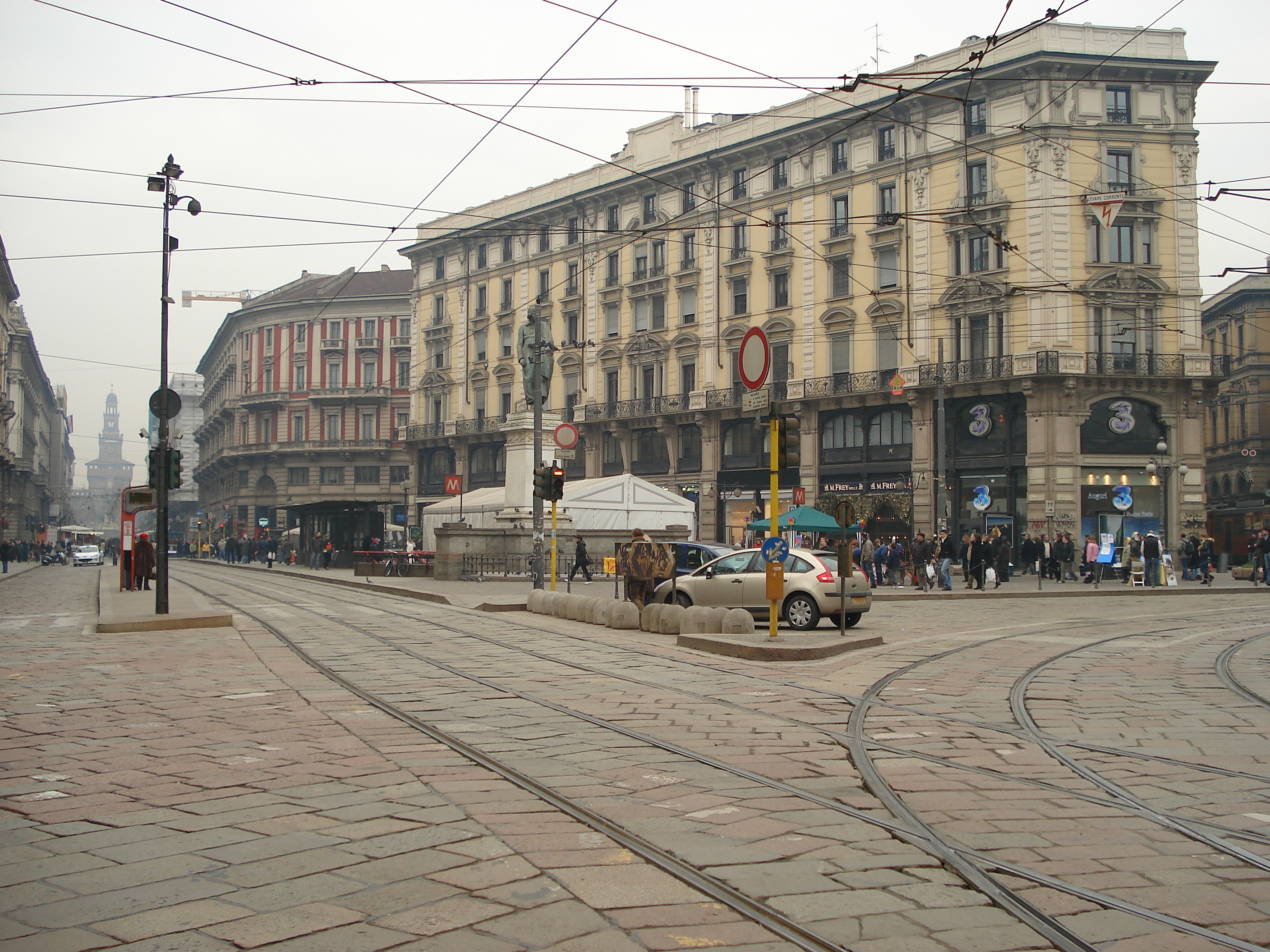
La Piazza Cordusio con la Via Dante y el Castillo Sforzesco al fondo.

En el interior del edificio se realizaban actividades políticas y administrativas. En los siglos IX y X, con Berengario, la estructura fue usada como tribunal. De la zona de entonces, aparte de la piazza dei Mercanti, queda poco. El resto fue demolido para la construcción de nuevos edificios (como el Palazzo Broggi y el Palazzo delle Assicurazioni Generali). Por ejemplo, la actual Via Dante que une Cordusio con el Castillo Sforzesco, se realizó de acuerdo con el Piano Beruto en el 1884, demoliendo las manzanas que dividían las dos zonas. En los mapas del 1820 se observa que la única calle que se ha conservado hasta hoy es la contrada di San Michele al Gallo, hoy via Orefici.

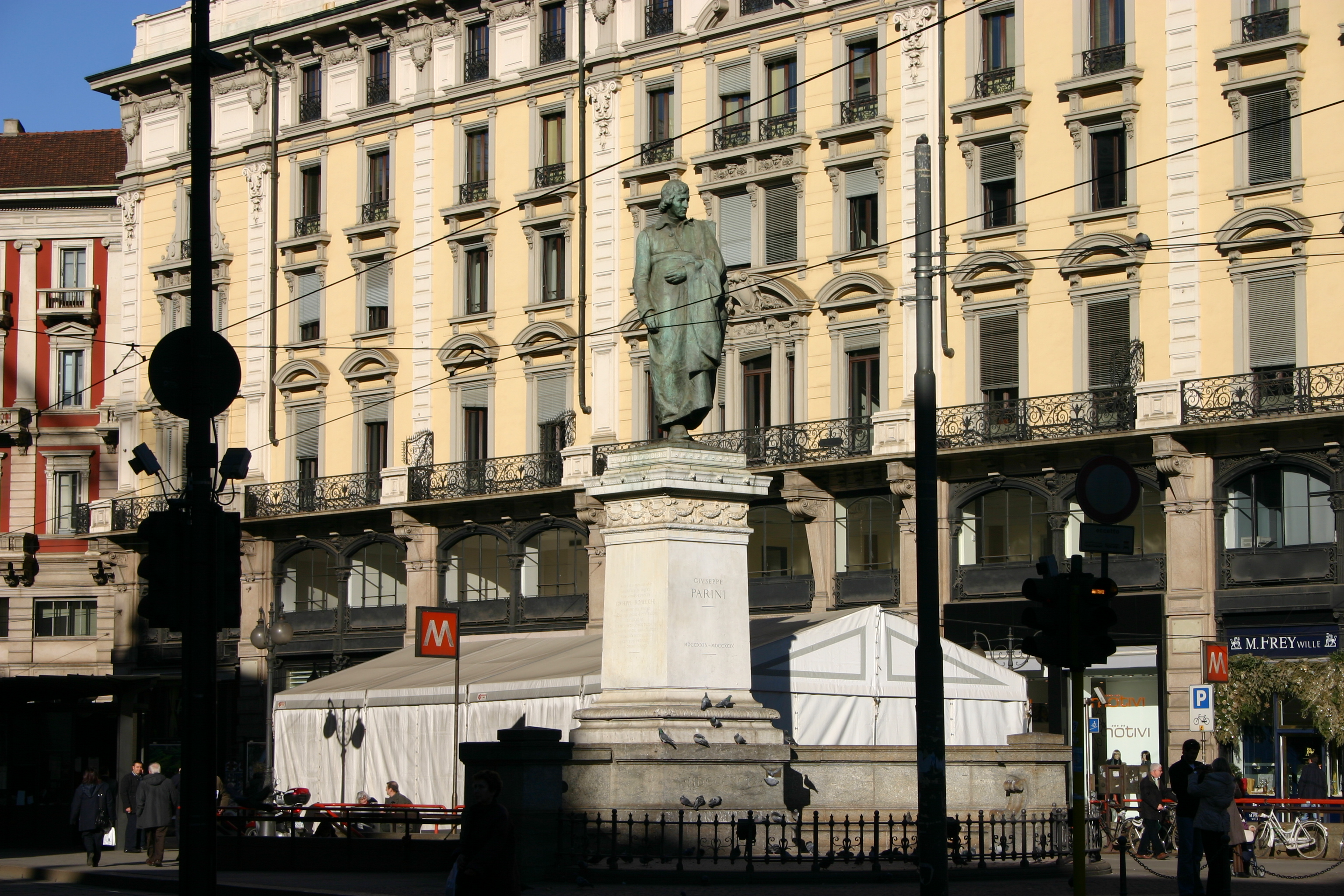
Monumento a Giuseppe Parini.

Antes de llamarse Piazza Cordusio, era una calle, posteriormente se convirtió en un ensanchamiento llamado largo Cordusio. Por tanto, al asumir una forma elíptica, el 28 de marzo de 1882 se llamó Piazza Ellittica (y a veces erróneamente Elittica). Sin embargo, en el uso común se la continuaba llamando Piazza Cordusio, y la Comuna se convenció de restituir su antiguo nombre. El nombre cambió también bajo el fascismo, cuando la plaza se dedicó a Costanzo Ciano, para volver a llamarse Cordusio tras la caída del régimen.
En el interior de la plaza había inicialmente una de las tantas columnas votivas de Milán, erigidas durante la peste del 1576. En el 1624 se colocó una estatua de San Carlos Borromeo, que se trasladó en 1786 a la plaza homónima cerca de la Iglesia de Santa María Podone. Se dice que la decisión fue tomada por el Gobernador austríaco de entonces, justificándola como "obstrucción a la circulación", después de que chocó contra ella con el carruaje. El 26 de noviembre de 1899 se inauguró en el centro de la plaza la estatua a Giuseppe Parini.
Entre finales del siglo XIX y comienzos del siglo XX, Cordusio fue rediseñada, convirtiéndose en un importante nodo del tráfico de la ciudad y demoliéndose muchos edificios para hacer espacio a otros nuevos:
- Palazzo Broggi, construido entre 1899 y 1901 por Luigi Broggi, fue sede de la Borsa di Milano desde 1900 (anteriormente ubicada en el Palazzo dei Giureconsulti en la Via Mercanti) hasta 1932, y es actualmente sede de una oficina postal;
- Palazzo delle Assicurazioni Generali, construido entre 1897 y 1899 según el proyecto de Luca Beltrami y Luigi Tenenti;
- Casa Dario-Biandrà, entre Via Mercanti y Via Tommaso Grossi, construido en 1900 con formas libres renacentistas, según el proyecto de Luca Beltrami. Antigua sede de la Banca Sanpaolo IMI en Milán, actualmente el edificio alberga, entre otros, una filial del banco Intesa Sanpaolo;
- Palazzo del Credito Italiano, cuya construcción corrió a cargo de Luigi Broggi

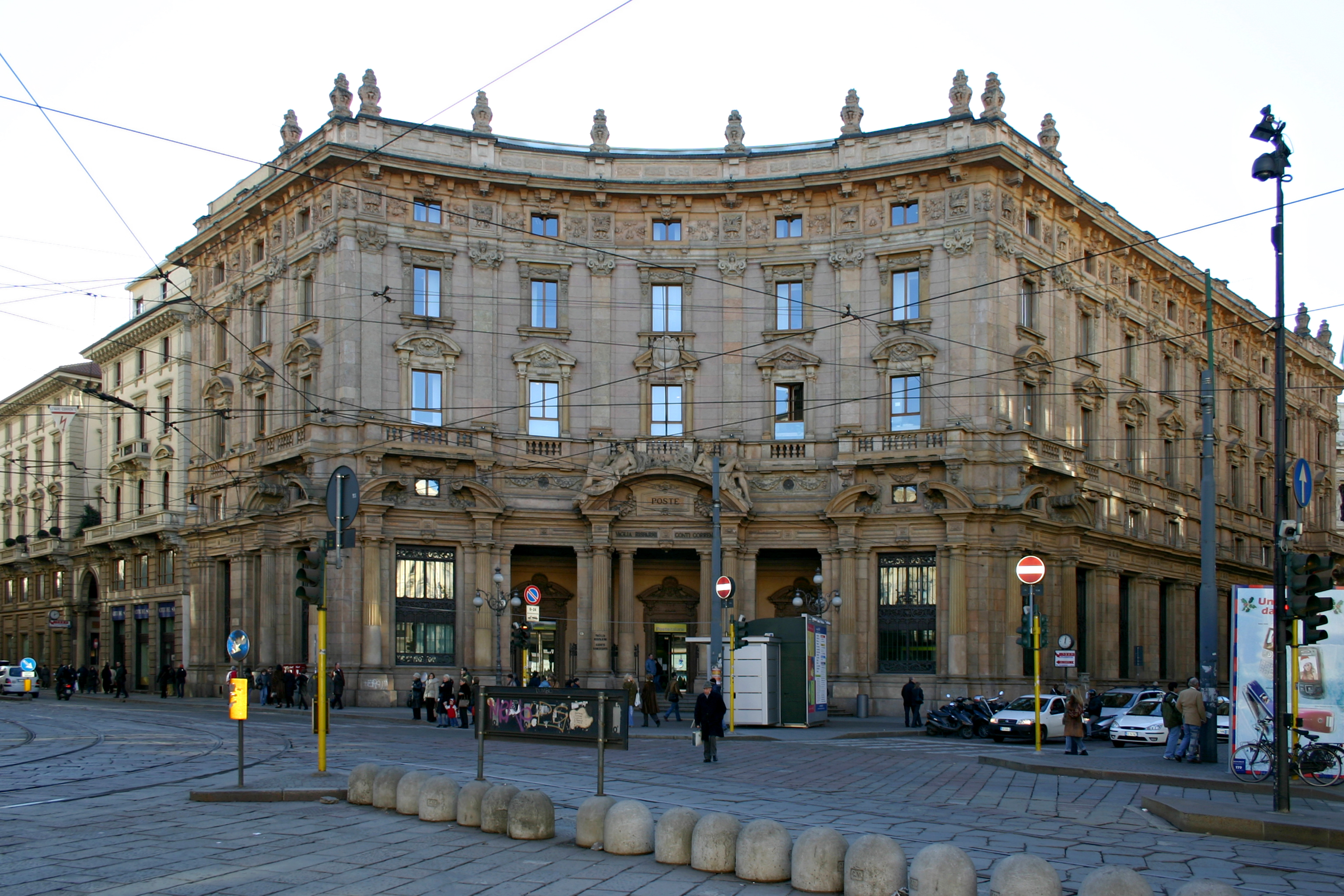
Palazzo Broggi
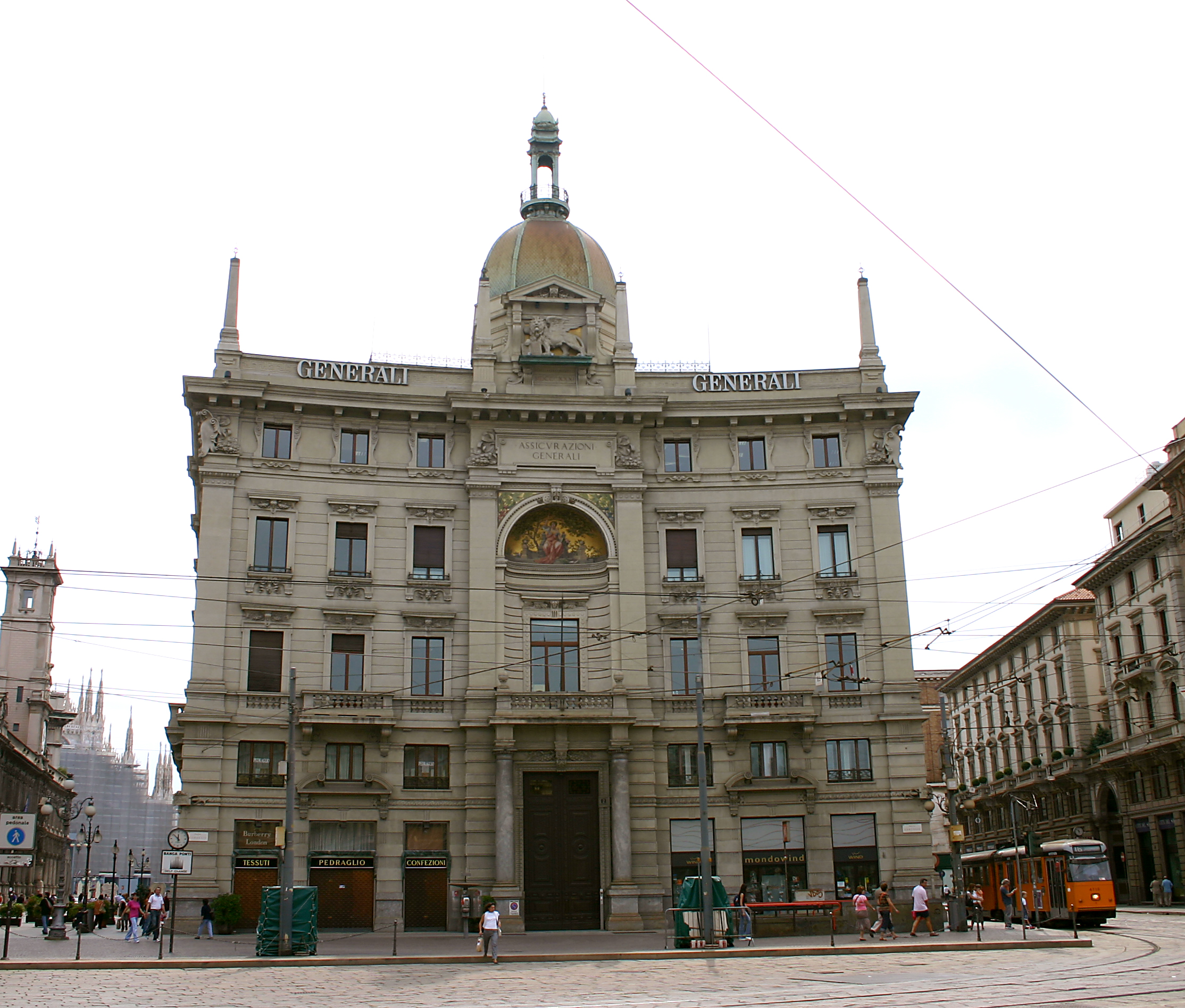
Palazzo delle Assicurazioni Generali
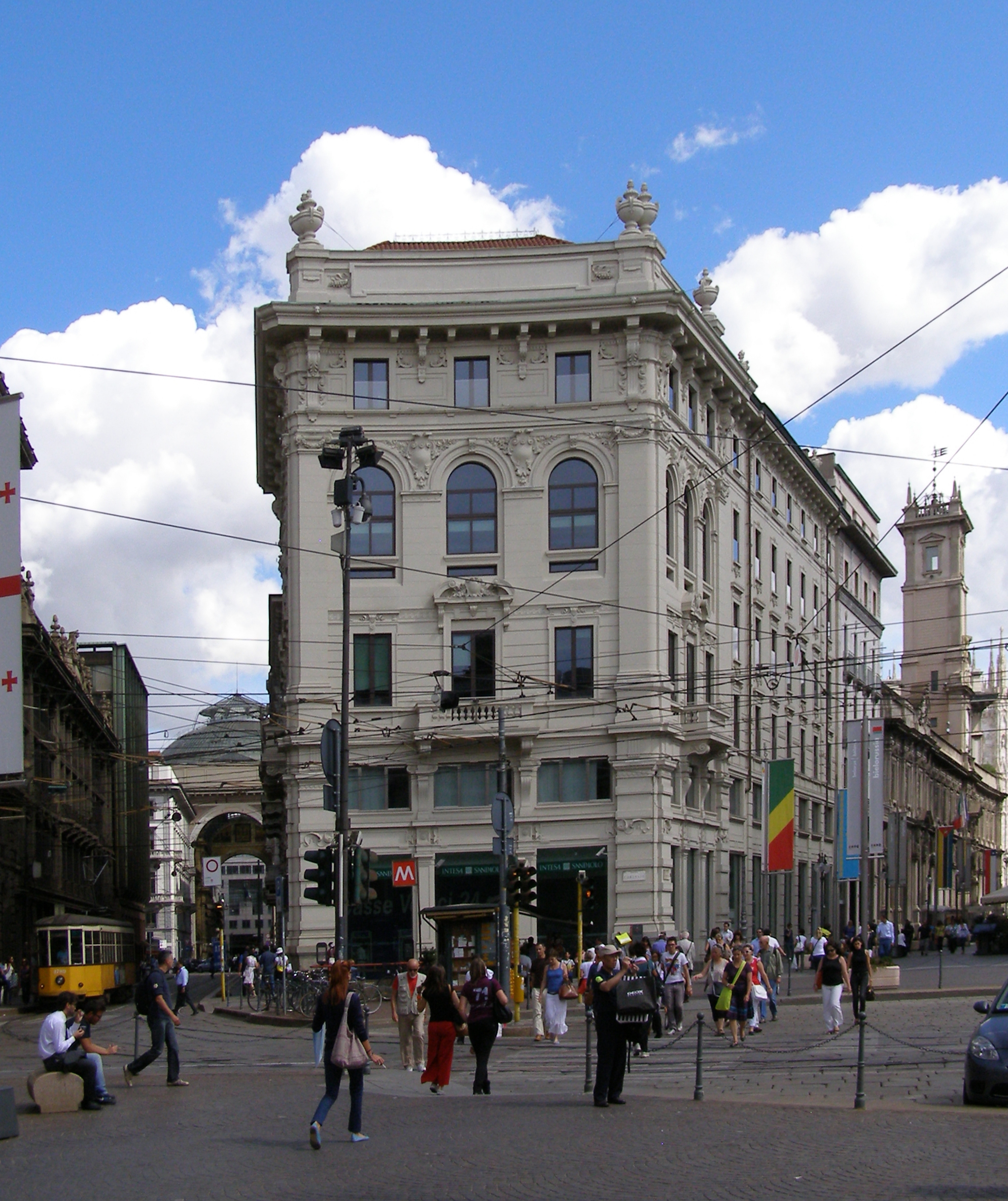
Casa Dario-Biandrà
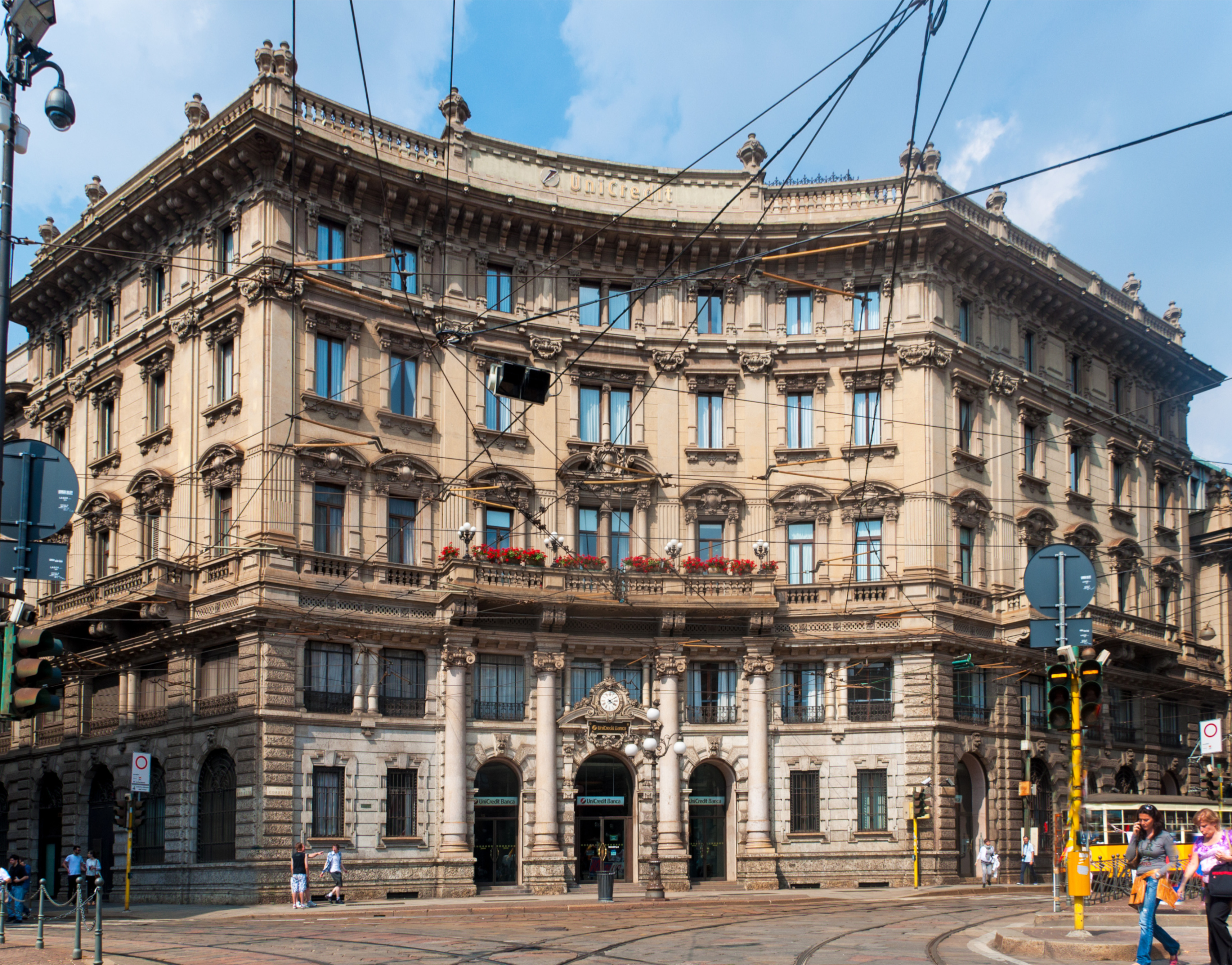
Palazzo del Credito Italiano

## Obras relacionadas con la plaza
Piazza Cordusio aparece en las siguientes películas:
- Gli uomini, che mascalzoni... (Mario Camerini, 1932)[5]
- La corruzione (Mauro Bolognini, 1963)[6]

## Transporte

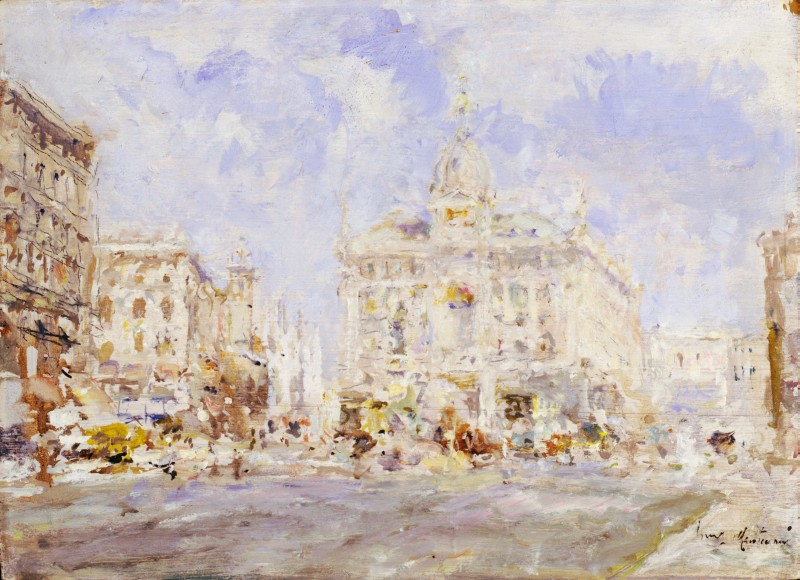
Piazza Cordusio a Milano, cuadro de Luigi Mantovani.

- Cordusio